# Протестантизм в Кении

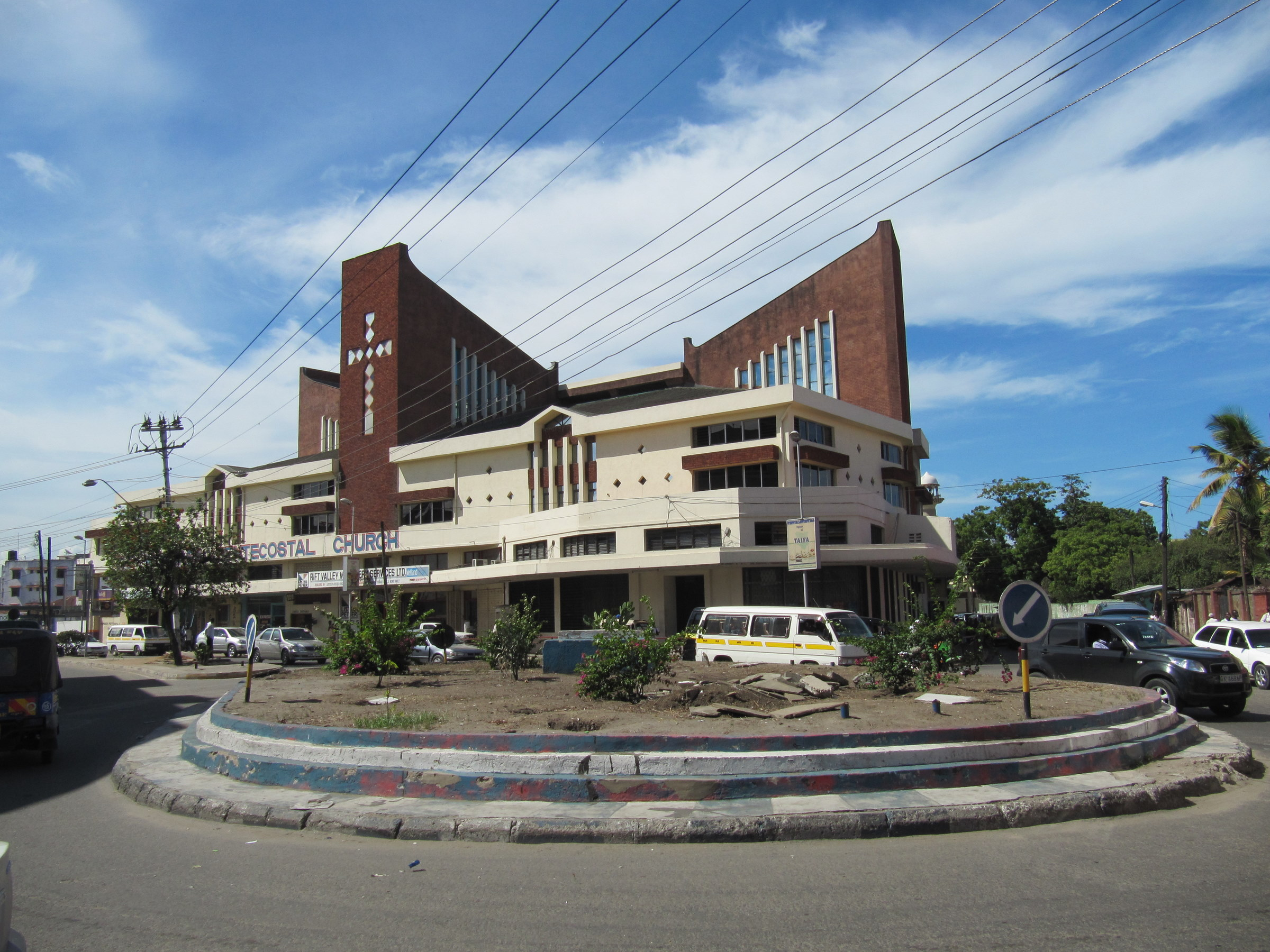
Пятидесятническая церковь в Момбасе

Протестантизм в Кении — крупнейшее направление христианства в стране. По данным исследовательского центра Pew Research Center в 2010 году протестанты составляли 59,6 % населения этой страны (или 24,16 млн).
В 2010 году в Кении действовало свыше 70 тыс. протестантских приходов.

## Исторический обзор
Первые христиане (португальцы) прибыли на территорию Кении в конце XV века. В течение двух последующих столетий в стране действовали католические миссии, которые были изгнаны с приходом арабов. Христианская проповедь вновь началась в Кении лишь в 1844 году с приходом Иоганна Людвига Крапфа (1810—1881), миссионера англиканского Церковного миссионерского общества. В начале XX века англиканская община этой страны пережила ряд духовных пробуждений; в 1970 году была образована отдельная церковная провинция Кении и избран её архиепископ. С 1998 года церковь провинции Кения носит название Англиканская церковь Кении.
Британский методист Чарльз Нью (1840—1875) начал миссию в Момбасе в 1862 году. В 1967 году Методистская церковь в Кении стала автономной.
В 1891 году в Кению прибыли представители пресвитерианской Церкви Шотландии. Под руководством Джеймса Стюарда они основали миссию в Кибвези среди камба и масаи. Первое крещение пресвитериане преподали лишь в 1907 году; первые восемь кенийцев были рукоположены в 1926 году. Членом пресвитерианской церкви был первый президент Кении Джомо Кениата.

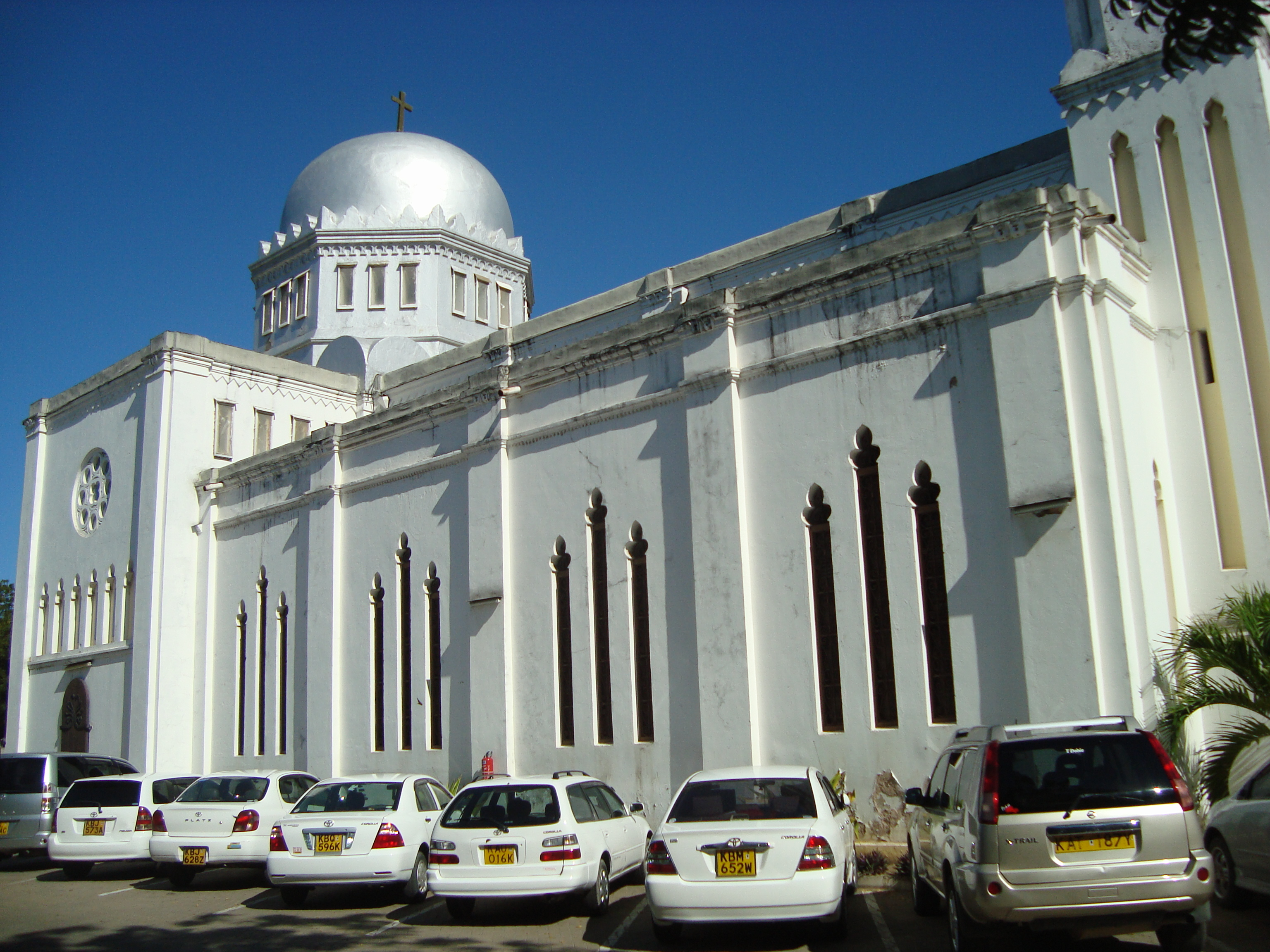
Англиканская церковь в Момбасе

Неденоминационная организация евангельских христиан Африканская внутренняя миссия начала служение в Кении в 1895 году. Активным членом Африканской внутренней церкви был второй президент Кении Даниэль арап Мои.
В 1902 году английские квакеры Артур Чилсон, Уиллис Гочкис и Эдгар Хуле основали миссию в Каймоси. Канадец Артур Карскаллен и немец А. Энс в 1906 году начали первую адвентистскую миссию на побережье озера Виктория. В 1921 году в страну прибыл «комиссар» Армии Спасения Дж. А. Смит, начавший филиал этой организации в Кении.
Первым пятидесятническим миссионером в Кении был Эмил Даниельссон, прибывший из Финляндии в 1912 году, однако его миссия не имела успеха. В 1918 недалеко от Кисуму начинают служение Отто и Марион Келлеры. Служение Келлеров, поддержанное различными канадскими и скандинавскими пятидесятническими организациями, положило начало Пятидесятническим ассамблеям Кении. Прибывший в 1944 году в Момбасу американец Бад Сиклер сумел объединить ряд независимых пятидесятнических общин и положил начало Пятидесятническому евангельскому братству Африки. Финская свободная зарубежная миссия, пославшая в Кению троих миссионеров в 1949 году, стояла у истоков Полноевангельских церквей Кении. Свободное пятидесятническое братство Кении родилось в результате слияния усилий Пятидесятнической зарубежной миссии Норвегии (действует с 1950) и Шведской свободной миссии (служит с 1961). Кенийские ассамблеи Бога возводят свою историю к служению Дейла Брауна, начавшего служение среди кикуйю в 1967.
Протестантизм в Кении был отмечен появлением многочисленных африканских независимых церквей. Первой из них была Номья Луо, основанная бывшими англиканскими священниками в 1914 году. За ней последовали Африканская церковь Святого Духа (1927), Кенийская пророческая церковь (1927), Национальная независимая церковь Африки (1929), Африканская независимая пятидесятническая церковь (1937), Африканское братство церквей (1945), Церковь Христа в Африке (1957) и др.
Служение лютеранской миссии Швеции, начавшееся в Кении в 1948 году, привело к созданию Евангелическо-лютеранской церкви в Кении. В 1965 году в Найроби и Момбасе начали проводить службы работающие в Кении лютеране из соседней Танзании. В 1968 году был зарегистрирован Синод Кении Евангелическо-лютеранской церкви Танзании; в 1992 году церковь стала независимой и называется Кенийская евангелическая лютеранская церковь.
В 1956 году миссионер Южной баптистской конвенции Дэвис Саундерс начал миссию в Найроби; в следующем году к нему присоединился Джеймс Хамптон, прибывший в Момбасу. В 1971 году была создана Национальная баптистская конвенция Кении (в настоящее время Баптистская конвенция Кении).
В 1950-х и 60-х годах между основными протестантскими организациями велись переговоры об объединении в единую церковь, однако этим планам не суждено было сбыться.

## Современное состояние
Крупнейшей протестантской конфессией Кении являются пятидесятники (7,6 млн в 2010 году). В стране действует свыше 200 пятидесятнических деноминаций; самыми крупными являются Кенийские ассамблеи Бога (1,2 млн; 4 тыс. церквей) и Пятидесятнические ассамблеи Бога (0,96 млн; 2,5 тыс. церквей); оба церковных союза входят во Всемирное братство Ассамблей Бога. Другими крупными пятидесятническими организациями являются: Полноевангельские церкви Кении (550 тыс. и 3,9 тыс. церквей), Пятидесятническое евангельское братство Африки (350 тыс. и 2,7 тыс. церквей), Свободное пятидесятническое братство в Кении (270 тыс.). В стране действует ряд международных пятидесятнических церквей: Объединённая пятидесятническая церковь (50 тыс. в 2001 году), Церковь четырёхстороннего Евангелия (27 тыс. в 2001 году), Пятидесятническая церковь святости (22 тыс. в 2001 году), Церковь открытого библейского стандарта (16 тыс. в 2001 году), Церковь Бога (15,5 тыс. в 2001 году), Церковь Бога пророчеств (12,5 тыс.), Пятидесятническая церковь Бога (4,5 тыс.), Пятидесятническая церковь «Елим» и др. Значительная часть кенийских пятидесятников являются прихожанами местных пятидесятнических союзов и отдельных церквей. Крупнейшей церковью Кении является Центр восхваления Иисуса. Мегацерковь, расположенная в Момбасе, насчитывает 25 тыс. прихожан и строит церковное здание, вмещающее 30 тыс. человек.

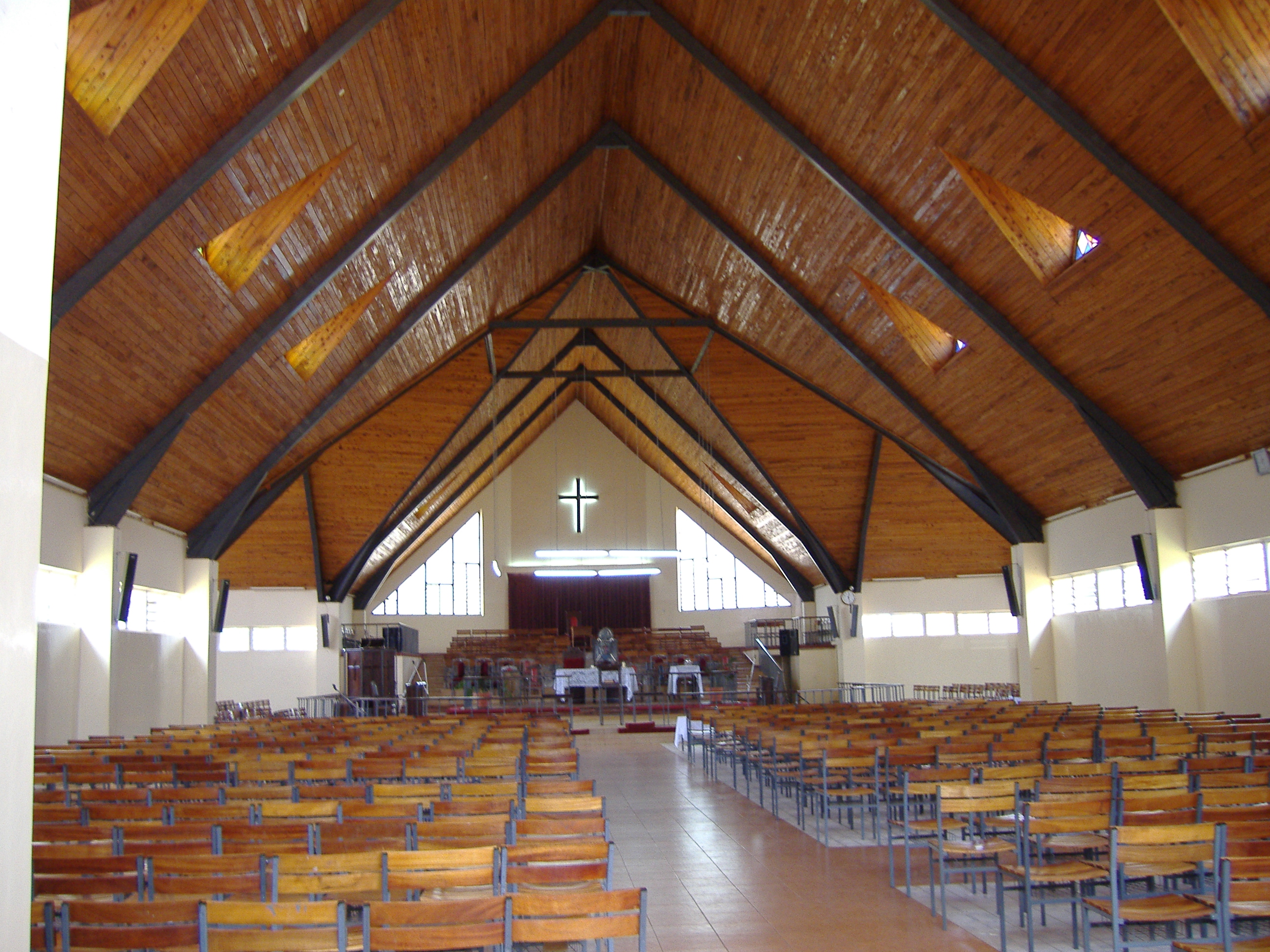
Кафедральный собор англиканской церкви, Эмбу

Англиканская церковь Кении объединяет 3,85 тыс. общин, прихожанами которых являются 3,62 млн верующих (по собственным данным церкви — 5 млн).
Неденоминационная Африканская внутренняя церковь, относящаяся к евангельскому христианству, насчитывает 2,4 млн верующих и 4,2 тыс. приходов. Пресвитерианская церковь восточной Африки насчитывает 2,15 млн верующих. В Кении также действует ряд других пресвитерианских объединений — Реформатская церковь восточной Африки (110 тыс.), Африканская евангельская пресвитерианская церковь (10 тыс.), Африканская объединённая евангельская церковь (3,5 тыс.), Независимая пресвитерианская церковь Кении (2,5 тыс.) и др.
Отдельную группу составляют афрохристианские независимые церкви, протестантской ориентации (более 230 организаций). Это Африканская независимая пятидесятническая церковь (1,45 млн; церковь не относится к пятидесятническому движению), Африканское братство церквей (450 тыс.), Церковь Христа в Африке (340 тыс.), Африканская израильская церковь Ниневии (245 тыс.) и другие.
По числу баптистов (1,15 млн) Кения находится на седьмом месте в мире. Подавляющее большинство из них относится к Баптистской конвенции Кении (588 тыс. крещённых членов и 3 тыс. церквей). В стране также действует ряд других, весьма малочисленных баптистских церковных союзов.
Церковь адвентистов седьмого дня сообщает о 620 тыс. членов; общая численность адвентистов (включая детей) превышает миллион человек. В Кении находится крупнейшая в Африке община Новоапостольской церкви — 1,28 млн.
Другими протестантскими конфессиями являются методисты (585 тыс.), Армия Спасения (356 тыс.), квакеры (233 тыс., крупнейшая в мире община этой конфессии), Церковь Бога (Андерсон, Индиана; 164 тыс., крупнейшая в мире община этой конфессии), лютеране (144 тыс.; две организации), Ученики Христа (35 тыс.), меннониты (35 тыс.), назаряне (23,3 тыс.), плимутские братья (1 тыс.).
С получением независимости столица Найроби стала важным христианским центром в Африке. В Найроби действует штаб-квартира Всеафриканской конференции церквей (аффилированной со Всемирным советом церквей) и Ассоциация евангельских церквей Африки (связана со Всемирным евангельским альянсом). В 1918 году различные протестантские организации основали Альянс протестантских миссий; впоследствии альянс стал у истоков нынешнего Национального совета церквей Кении (с 1984). В настоящее время Совет состоит из 27 церквей-членов и 11 ассоциированных членов; помимо протестантских церквей в Совет входит и Коптская православная церковь. Часть консервативных и евангельских церквей страны объединены Евангелическое братство Кении, входящее в Ассоциацию евангельских христиан Африки. Протестантские церкви также сотрудничают вместе в Медицинской ассоциации протестантских церквей и Ассоциации образования христианских церквей.
28 июля 2008 года в Кению в качестве миссионеров прибыли украинские пятидесятники, выпускники Тернопольского миссионерского института «Сердце помощи».
Помимо миссионерской деятельности в намерения посланников входило создать школу и организовать кухню для уличных детей, коих в Кении насчитывается более миллиона.
С миссионерскими поездками Кению посещал украинский пастор Геннадий Мохненко.